# Martin Rominger
Martin Rominger (* 26. September 1977 in Albstadt-Ebingen) ist ein ehemaliger deutscher Kunstradfahrer und mehrfacher Weltmeister im Einer-Kunstradfahren (1997–2003).

## Werdegang
Rominger wurde in ununterbrochener Reihenfolge von 1997 bis 2003 sieben Mal in Folge Weltmeister im Einer-Kunstradfahren.
Rominger gehört dem RSV Tailfingen an.
Er wurde trainiert von Manfred Maute.
2005 wurde er für seine sportlichen Leistungen mit dem Silbernen Lorbeerblatt ausgezeichnet.
Er ist als Co-Bundestrainer der Junioren-Nationalmannschaft tätig und 2019 wurde er beim Stock- und Handschuhhersteller Leki Mitglied der Geschäftsführung.

## Sportliche Erfolge
Schüler
- Deutscher Schülermeister 1990, 1991
- Deutscher Schülerrekord mit 293,85 Punkten

Junioren
- Deutscher Juniorenmeister 1992, 1993, 1995
- Junioren-Europameister 1993, 1994, 1995
- Deutscher Juniorenrekord mit 333,67 Punkten
- Junioren Europarekord mit 332,17 Punkten

Aktive
- Deutschland-Cup-Sieger 1998, 1999, 2000, 2002
- German-Masters-Sieger 1998, 1999, 2000, 2001, 2002, 2003
- Deutscher Meister 1997–2003
- Weltmeister: 1997–2003
- Weltrekord mit 348,90 Punkten

## Ehrungen
- Silbernes Lorbeerblatt 2005